# Deutschland ist schön – Die Allstar Comedy
Deutschland ist schön – Die Allstar Comedy war eine Comedy-Serie auf Sat.1, die in Sketchen das Leben der Deutschen karikierte. Ausgestrahlt wurde sie wöchentlich freitags um 21:15 Uhr. Moderator war Jürgen von der Lippe; weitere Darsteller waren viele bekannte deutsche Komiker.

## Sketche
Jede Folge besteht aus einer Abfolge von Sketchen, die durch die Moderationen Jürgen von der Lippes, der sich jedes Mal an einem anderen ungewöhnlichen Ort befindet, zusammengehalten werden.
Die Sketche zeigen jeweils einen Ausschnitt aus dem Leben der Deutschen. Dabei spielen die Komiker immer feste Rollen, so zum Beispiel Tetje Mierendorf einen Pfarrer, Dirk Bach einen Koch sowie John Friedmann und Florian Simbeck ein Streifenpolizisten-Duo.

## Titelmusik
Bei dem Titelstück handelt es sich um eine Coverversion des Stückes „Clocks“ von Coldplay, gespielt vom Tallywood String Quartet.

## Produktion
Produziert wird die Serie von Markus Maria Profitlichs Firma MMP.

## Weiteres
Anleihen nimmt die Serie offensichtlich von der britischen Erfolgsserie Little Britain. Zu den Autoren gehörten u. a. Ralf Betz, Paulus Vennebusch, Georg Weyers-Rojas, Jackie Thomae, Holger Schmitt und Laabs Kowalski.
Die Serie wurde für den Adolf-Grimme-Preis nominiert.